# داگلاس تی۲دی
داگلاس تی۲دی (به انگلیسی: Douglas T2D) یک هواپیمای ساختِ کارخانهٔ شرکت هواپیماسازی داگلاس در کشور ایالات متحده آمریکا است. نخستین استفاده‌کنندهٔ این هواپیما نیروی دریایی ایالات متحده آمریکا بوده‌است. این هواپیما برای نخستین بار در ۲۷ ژانویه ۱۹۲۷ میلادی مورد استفاده قرار گرفت.